# Вентас-Румба
Ве́нтас-Ру́мба (Вентские пороги, латыш. Ventas rumba) — самый широкий водопад Европы, расположенный в городе Кулдига (Латвия). Ширина водопада зависит от количества воды и в среднем составляет 100—110 метров, однако в половодье может достигать 279 метров. Его высота варьируется от 1,6 до 2,2 метра. Пороги водопада образуют зигзагообразную линию. Водопад на реке Вента является памятником природы и включён в Природный заказник вентской долины.

## Рыбная ловля
На порогах водопада расположено множество специальных рыболовных лотков. Приблизительно в 1640 году курляндский герцог Якоб изобрёл приспособление для ловли рыбы в воздухе: идущие против течения лососи и рыбцы прыгали прямо в приготовленные корзины. На данный момент осетров в Венте больше нет, но лососи и рыбцы ещё встречаются.